# Nejvyšší soud Slovenské republiky
Nejvyšší soud Slovenské republiky (slovensky Najvyšší súd Slovenskej republiky) je vrcholný orgán obecného soudnictví na Slovensku, svou judikaturou zabezpečuje jednotu ve výkladu práva u soudů nižších stupňů. Byl zřízen v rámci federalizace Československa a nejvyšším soudem samostatného slovenského státu se stal na základě Ústavy Slovenské republiky. Z hlediska hierarchie slovenských soudů je roven Nejvyššímu správnímu soudu Slovenské republiky. Sídlí v Bratislavě.

## Organizace a agenda
Nejvyšší soud rozhoduje o opravných prostředcích proti rozhodnutím okresních, krajských i Specializovaného trestního soudu. Rozhoduje prostřednictvím trojčlenných nebo pětičlenných senátů, v jejichž čele stojí předseda senátu a které se podle své specializace vytváří v rámci tří kolegií: občanskoprávního, obchodněprávního nebo trestněprávního (do roku 2021 i správního). Jednotliví soudci Nejvyššího soudu jsou do senátů rozdělováni každoročním rozvrhem práce. Důležitá rozhodnutí jsou publikována ve Zbierce stanovísk a rozhodnutí.
Trojčlenné senáty rozhodují o řádných opravných prostředcích (odvoláních a v trestním soudnictví i o stížnostech) směřujících zejména proti rozhodnutím krajských soudů nebo Specializovaného trestního soudu, jinak především o mimořádných opravných prostředcích (dovoláních a mimořádných dovoláních) směřujících proti rozhodnutím odvolacích soudů. Dále rozhodují v případech výkonu pravomoci nadřízeného soudu vůči nižším soudům i vůči sobě samému, např. o námitkách podjatosti, o přikázání věci či ve sporech o příslušnost soudu.
Pětičlenné senáty rozhodují o mimořádných opravných prostředcích (dovoláních a mimořádných dovoláních) směřujících proti rozhodnutím Nejvyššího soudu, jestliže již sám Nejvyšší soud v čase podání takového opravného prostředku rozhodoval ve druhém stupni (především ve věcech vedených v prvním stupni u Specializovaného trestního soudu).
U Nejvyššího soudu působí také disciplinární senáty a odvolací disciplinární senáty, které vykonávají pravomoc v oblasti kárného stíhání soudců (včetně rozhodování o uložení disciplinárního opatření, pokud došlo k uznání viny ze spáchání kárného provinění soudcem). Osobami oprávněnými podat návrh na zahájení kárného řízení jsou ministr spravedlnosti, ombudsman, předsedové soudů a soudcovské rady.
Až do roku 2021 navíc sám Nejvyšší soud rozhodoval ve správním soudnictví a v jediném stupni v některých volebních věcech, ve věcech politických stran a hnutí, ve spolkových věcech a o některých žalobách směřujících proti ústředním orgánům státní správy či jiným orgánům s celostátní působností. Poté byl zřízen samostatný Nejvyšší správní soud Slovenské republiky.

## Předsedové Nejvyššího soudu
Předseda Nejvyššího soudu vykonává státní správu soudu po stránce personální, organizační, hospodářské a finanční. Působí zároveň jako soudce, resp. předseda soudního senátu. Dříve byla funkce předsedy Nejvyššího soudu spojena s funkcí předsedy Soudní rady.
- Ján Benčura (20. 10. 1971 – 11. 1. 1990)
- Karol Plank (12. 1. 1990 – 31. 1. 1996)
- Milan Karabín (1. 2. 1996 – 12. 12. 1997)
- Štefan Harabin (11. 2. 1998 – 11. 2. 2003)
- Milan Karabín (7. 10. 2003 – 7. 10. 2008)
- Štefan Harabin (23. 6. 2009 – 23. 6. 2014)
- Daniela Švecová (2. 10. 2014 – 2. 10. 2019)
- Ján Šikuta (od 20. 5. 2020[1])